# Hohen Neuendorf
Hohen Neuendorf é um município da Alemanha, situado no distrito de Oberhavel, no estado de Brandemburgo. Tem 48,06 km² de área, e sua população em 2019 foi estimada em 26.283 habitantes.